# Joel West
Joel Adam West (ur. 6 kwietnia 1975 w Indianola) – amerykański aktor i model.

## Życiorys
Urodził się w Indianola w stanie Iowa jako syn Jan Gipple, która pracowała jako technik weterynarz, i Roba Westa, kamerzysty/agenta. Jego młodszy brat Jake West, został neurochirurgiem na Florydzie. Jego rodzice rozwiedli się w 1989. W 1993 ukończył Indianola High School. Uczęszczał do Buena Vista College w Storm Lake w Iowa. 
W wieku 17 lat został odkryty przez fotografa w Dairy Queen. Rozpoczął karierę modela, pracując dla agencji Karin Models i reklamował wyroby takich projektantów mody jak Calvin Klein, Versace i Hugo Boss. Podpisał kontrakt z małą butikową agencją Hello Models NYC w Nowym Jorku. Jego zdjęcia ukazały się w magazynach takich jak: „Harper’s Bazaar”, „GQ”, „Esquire”, „Vogue Homme” czy „Vogue”.
W 2000 wystąpił w filmach: Krokodyl (Krocodylus), The Giving Tree i Palacze (The Smokers). Gościł w popularnych serialach, w tym Czarodziejki (Charmed, 2002), CSI: Kryminalne zagadki Miami (CSI: Miami, 2003–2006) i Star Trek: Enterprise (Enterprise, 2004). W biograficznym dramacie historycznym Uczeń (The Disciple, 2010) z Marisą Berenson zagrał Jezusa Chrystusa.
Występował w przedstawieniach: Something Cloudy, Something Clear jako Kip, By Myself in a Crowd: Solos in Harmony IV (2000), Past and Present (2000), Fifth and Spring (2001) jako Ziggy, Tracers (2001) i Solos in Harmony V (2002) jako czeladnik. We wrześniu 2002 w The Globe Playhouse w West Hollywood zagrał Fabiana na scenie w komedii szekspirowskiej Wieczór Trzech Króli albo co zechcecie (Twelfth Night: Or What You Will). 

## Życie prywatne
W sierpniu 2002 ożenił się z aktorką Anną Bocci.

## Filmografia

### Filmy
- 2000: Krokodyl (Krocodylus) jako Jeremy
- 2000: Mroczne zakamarki (The Giving Tree) jako Kyle
- 2000: Palacze (The Smokers) jako Christopher
- 2001: Grupa specjalna (The Elite) jako Joel
- 2002: Epicentrum (Scorcher) jako Zero
- 2002: Śmiertelny wirus (Global Effect) jako Nile Spencer
- 2002: Ekspres śmierci (Con Express) jako Zednik
- 2005: Wszystkie cechy wielkie i małe (All Features Great and Small) jako Slickster Filmmaker
- 2007: Starting Out in the Evening jako kelner

### Seriale
- 2002: Czarodziejki (Charmed) jako Malek
- 2002: Felicity (serial TV) jako Rocco
- 2004: Star Trek: Enterprise (Enterprise) jako Raakin
- 2004: Serce miasta (The Division) jako Chris
- 2004: Amerykańskie marzenia (American Dreams) jako Staff sierżant Finch
- 2003–2006: CSI: Kryminalne zagadki Miami (CSI: Miami) jako oficer Aaron Jessop / policjant Ramirez
- 2009: Herosi (Heroes) jako agent Daniel Simmons
- 2010: Dni naszego życia jako Al
- 2011: Za wszelką cenę (Make It or Break It) jako Josh Randall